# نوا ویلیامز
نوا ویلیامز (انگلیسی: Noah Williams؛ زادهٔ ۱۵ مهٔ ۲۰۰۰) شیرجه‌رو اهل بریتانیا است.
وی در مسابقات کشوری و بین‌المللی در مجموع برندهٔ ۱ مدال طلا، ۶ مدال نقره، ۲ مدال برنز شده است.